# Лутошкин, Роман
Роман Лутошкин (эст. Roman Lutoškin; род. 11 мая 1964[…], Пярну) — советский и эстонский гребец, выступавший за сборные Эстонии и СССР по академической гребле в 1990-х годах. Многократный победитель и призёр первенств национального значения, участник летних Олимпийских игр в Барселоне.

## Биография
Роман Лутошкин родился 11 мая 1964 года в городе Пярну Эстонской ССР. Начал заниматься академической греблей в возрасте 14 лет, проходил подготовку в местном спортивном клубе «Дюнамо». В разное время был подопечным таких специалистов как Мати Виллсаар, Михкель Леппик и Матти Киллинг.
Впервые заявил о себе в гребле на международном уровне в сезоне 1991 года, когда вошёл в основной состав советской национальной сборной и выступил на чемпионате мира в Вене, где в зачёте одиночек лёгкого веса стал седьмым.
Благодаря череде удачных выступлений удостоился права представлять Эстонию на летних Олимпийских играх 1992 года в Барселоне. Вместе с напарником Прийтом Тасане в парных двойках благополучно преодолел предварительный квалификационный этап и полуфинальную стадию, а в решающем финальном заезде финишировал четвёртым. Также в этом сезоне стартовал на чемпионате мира в Монреале, став в лёгких одиночках восьмым.
После барселонской Олимпиады Лутошкин остался действующим спортсменом и продолжил принимать участие в крупнейших международных регатах. Так, в 1993 году он отметился выступлением на чемпионате мира в Рачице, где в программе парных двоек занял итоговое 14-е место.
В 1994 году в парных двойках показал 17-й результат на чемпионате мира в Индианаполисе.
В 1995 году в той же дисциплине был 21-м на чемпионате мира в Тампере.
На чемпионате мира 1996 года в Глазго в лёгких одиночках стал седьмым.
В 1997 году в лёгких одиночках занял 14-е место на чемпионате мира в Эгбелете.
В 1998 году в одиночках лёгкого веса финишировал пятым на этапе Кубка мира в Мюнхене и показал 17-й результат на чемпионате мира в Кёльне.
В 1999 году в той же дисциплине стал седьмым на этапе Кубка мира в Хазевинкеле и на том завершил спортивную карьеру.
Впоследствии проявил себя на тренерском поприще, среди его воспитанников такие известные гребцы как Кайса Паюсалу, Алвар Ряэгель, Хелен Тинкус.